# My Love (川嶋あいの曲)
『My Love』（マイ・ラヴ）は日本のシンガーソングライター・川嶋あいが2007年2月14日に発売した11枚目のシングル。

## 概要
前作『大切な約束／もう1つの約束』から約4か月ぶりのリリース。
2006年、フジテレビ『あいのり』の主題歌に決定。その当時はリリースする予定は無かったが問い合わせが殺到し、CDリリースに至った。また、川嶋があいのり主題歌を務めるのは「明日への扉」以来であった。
通常盤、初回限定盤A、初回限定盤Bの3種で発売された。初回限定盤Aにはフジテレビ『あいのり』主題歌記念として、あいのりワゴンストラップ、初回限定盤Bには「My Love」のPVが収録されているDVDが付いている。PV監督は上村ロマンス晴一。
2007年2月26日付の週間オリコンチャートでインディーズ女性ソロ最高位となる初登場5位を記録。同年オリコン年間インディーズシングルランキングでは2位にランクインした。週間インディーズチャートでは4週連続・累計5週で1位を獲得した。
本作の発売を記念し「My Love キャンペーン」と題した企画を行った。この企画は当時、業界初の試みで、デスクトップアクセサリーとして注目を浴びた。また、配信日の2月14日から2週間の間にダウンロードすると、「My Love」の特別版PVが視聴することができた。
2018年6月27日に発売された『川嶋あい15th Anniversary BEST』には打ち込みの音色を増してリアレンジしたものが収録された。

## 収録曲
- 全作詞・作曲：川嶋あい

### 通常盤・初回限定盤A
1. My love (4:25)
編曲：長澤孝志
フジテレビ『あいのり』主題歌
2. snow dream (6:01)
編曲：enzo
3. Crying (5:11)
編曲：enzo

### 初回限定盤B DVD
1. My Love（PV）